# Least-Cost Routing
Le Least-Cost Routing (LCR) ou Routage au moindre coût est un système permettant de sélectionner parmi plusieurs opérateurs télécom, celui proposant la meilleure route, pour chaque appel, en fonction de plusieurs critères tels que le coût de la destination appelée et la qualité. 
Le système de LCR est utilisé par les opérateurs pour la gestion de leur trafic voix, mais également par certaines entreprises souhaitant optimiser leurs coûts de télécommunications.